# Пак Іль Гап
У цьому корейському імені прізвище (Пак) стоїть перед особовим ім'ям.
Пак Іль Гап (кор. 박일갑, 21 березня 1926 — 11 вересня 1987, Сан-Паулу) — південнокорейський футболіст, що грав на позиції нападника за «Клуб Армії Сеула», а також національну збірну Південної Кореї. По завершенні ігрової кар'єри — тренер.

## Клубна кар'єра
У футболі відомий виступами за команду «Клуб Армії Сеула», кольори якої і захищав протягом усієї своєї кар'єри гравця. 
| Дата      | Місто    | Господарі      | Результат | Гості          | Турнір                    | Голи | Примітки |
| --------- | -------- | -------------- | --------- | -------------- | ------------------------- | ---- | -------- |
| 11-4-1953 | Гонконг  | Південна Корея | 3 – 2     | Сінгапур       | товариський матч          | 1    |          |
| 18-4-1953 | Сінгапур | Сінгапур       | 3 – 1     | Південна Корея | товариський матч          | -    |          |
| 19-4-1953 | Сінгапур | Сінгапур       | 1 – 3     | Південна Корея | товариський матч          | 1    |          |
| 24-4-1953 | Сінгапур | Сінгапур       | 0 – 0     | Південна Корея | товариський матч          | -    |          |
| 30-4-1953 | Сінгапур | Індонезія      | 1 – 3     | Південна Корея | товариський матч          | -    |          |
| 7-3-1954  | Токіо    | Японія         | 1 – 5     | Південна Корея | Відбір до ЧС 1954         | -    |          |
| 14-3-1954 | Токіо    | Південна Корея | 2 – 2     | Японія         | Відбір до ЧС 1954         | -    |          |
| 2-5-1954  | Маніла   | Гонконг        | 3 – 3     | Південна Корея | Азійські ігри 1954        | 1    | 46'      |
| 7-5-1954  | Маніла   | Бірма          | 2 – 2     | Південна Корея | Азійські ігри 1954        | -    | 46'      |
| 8-5-1954  | Маніла   | Тайвань        | 5 – 2     | Південна Корея | Азійські ігри 1954        | 1    | 46'      |
| 17-6-1954 | Цюрих    | Угорщина       | 9 – 0     | Південна Корея | ЧС 1954 - 1-й етап        | -    |          |
| 25-2-1956 | Маніла   | Філіппіни      | 0 – 2     | Південна Корея | Відбір до Кубка Азії 1956 | -    |          |
| 21-4-1956 | Сеул     | Південна Корея | 3 – 0     | Філіппіни      | Відбір до Кубка Азії 1956 | -    |          |
| Усього    |          | Матчів         | 13        |                | Голів                     | 4    |          |

## Кар'єра тренера
Розпочав тренерську кар'єру, повернувшись до футболу після тривалої перерви, 1964 року, очоливши тренерський штаб національної збірної Південної Кореї. 
Останнім місцем тренерської роботи був клуб «Янджі», головним тренером команди якого Пак Іль Гап був протягом 1967 року.
Помер 11 вересня 1987 року на 62-му році життя в бразильскому місті Сан-Паулу.

## Титули і досягнення
- Срібний призер Азійських ігор: 1954
- Бронзовий призер Кубка Азії: 1964